# Nimród Antal
Nimród Antal (n. 30 noiembrie 1973, Los Angeles) este un scenarist, actor și regizor american de etnie maghiară.

## Viața și cariera
Antal sa născut în Los Angeles, California, părinților strămoșii maghiare. În 1991, după sfatul tatălui său, Antal sa mutat în Ungaria pentru a studia la Academia de Film din Ungaria. După absolvire a început să lucreze în industria cinematografică și de televiziune; în 2005, sa întors în Los Angeles și a continuat să lucreze în industria filmului și televiziunii de la Hollywood.

## Filmografie

### Filme regizate
- Predators (2010)
- Armored (2009), cunoscut în Australia și Marea Britanie sub titlul Armoured
- Vacancy (2007)
- Kontroll (2003)
- Biztosítás (1998)
- Bohóclövészet (1997)

### Filme în care a jucat
- Posztkatona (2003)
- Öcsögök (2001)
- Balra a nap nyugszik (2000) în rolul lui Megbízó
- Közel a szerelemhez (1999) în rolul lui Gyuri
- Roarsch (1999) în rolul lui Roarsch

### Scenarii de film
- Kontroll (2003)